# Gomesa colorata
Gomesa colorata är en orkidéart som först beskrevs av Willibald Königer och J.G.Weinm., och fick sitt nu gällande namn av Mark W. Chase och Norris Hagan Williams. Gomesa colorata ingår i släktet Gomesa och familjen orkidéer. Inga underarter finns listade i Catalogue of Life.